# 2025년 말레이시아
말레이시아의 2025년 사건들이다.

## 연방 정부
- 양 디-페르투안 아공: 이브라힘 이스칸다르
- 라자 퍼르마이수리 아공: 라자 자릿 소피아
- 양 디-페르투안 아공 대리: 나즈린 샤
- 총리: 안와르 이브라힘
- 부총리: 아맛 자힛 하미디 & 파딜라 유소프
- 원로원 의장: 아왕 베미 아왕 알리 바사
- 대의원 의장: 조하리 압둘
- 말레이시아 대법원장:
  - 틍쿠 마이문 투안 맷 (7월 2일까지)
  - 하스나 모하맛 하시엠 (7월 17일까지; 대행)
  - 완 아맛 파리드 완 살레 (7월 18일부터)

## 주 정부
- 틀:나라자료 Johor :
  - 조호르주 술탄: 이브라힘 이스칸다르
  - 조호르주 섭정: 툰쿠 이스마일 이드리스
  - 조호르주 멘테리 베사르: 온 하피즈 가지
- 틀:나라자료 Kedah :
  - 크다주 술탄: 살레후딘
  - 크다주 멘테리 베사르: 무하맛 사누시 므드 노르
- 틀:나라자료 Kelantan :
  - 클란탄주 술탄: 무하맛 5세
  - 클란탄주 멘테리 베사르: 모흐드 나수루딘 다우드
- 틀:나라자료 Perlis :
  - 프를리스주 라자: 투앙쿠 셰드 시라주딘
  - 프를리스주 멘테리 베사르: 모흐드 슈크리 람리
- 틀:나라자료 Perak :
  - 페락주 술탄: 나즈린 샤
  - 페락주 멘테리 베사르: 사아라니 모하맛
- 틀:나라자료 Pahang :
  - 파항주 술탄: 압둘라 이브니 아흐맛샤
  - 파항주 멘테리 베사르: 완 로스디 완 이스마일
- 틀:나라자료 Selangor :
  - 슬랑오르주 술탄: 샤라푸딘
  - 슬랑오르주 멘테리 베사르: 아미루딘 샤리
- 틀:나라자료 Terengganu :
  - 트렝가누주 술탄: 미잔 자이날 아비딘
  - 트렝가누주 멘테리 베사르: 아맛 삼수리 목타르
- 틀:나라자료 Negeri Sembilan :
  - 느그리슴빌란주 양 디-페르투안 베사르: 무흐리즈
  - 느그리슴빌란주 멘테리 베사르: 아미누딘 하룬
- 틀:나라자료 Penang :
  - 페낭주 양 디-페르투아 느그리:
    - 아맛 푸지 압둘 라작 (4월 30일까지)
    - 람리 응아 탈립 (5월 1일부터)

  - 페낭주 총리: 초우 콘 여우
- 틀:나라자료 Malacca :
  - 믈라카주 양 디-페르투아 느그리: 모흐드 알리 루스탐
  - 믈라카주 총리: 압 라우프 유소흐
- 틀:나라자료 Sarawak :
  - 사라왁주 양 디-페르투아 느그리: 완 주나이디 투안쿠 자아파르
  - 사라왁주 프리미어: 아방 압둘 라흐만 조하리 아방 오펭
- 틀:나라자료 Sabah :
  - 사바주 양 디-페르투아 느그리: 무사 아만
  - 사바주 총리: 하지지 노르

## 사건

### 1월
- 1월 1일 – 전 사바주 총리 무사 아만이 2024년 12월 31일 임기가 끝난 주하르 마히루딘의 뒤를 이어 제11대 사바주 양 디-페르투아 느그리로 취임한다.[1]
- 1월 24일 – 말레이시아 해양집행국이 슬랑오르주 반팅의 탄중 루 해변에서 무단 침입 혐의를 받는 보트에 발포하여 인도네시아 이주노동자 1명이 사망하고 4명이 부상당한다.[2]

### 2월
- 2월 26일 –
  - 말레이시아 항공 370편 수색: 실종된 말레이시아 항공 370편 항공기 수색이 재개된다.[3]
  - 1MDB는 1MDB 스캔들의 일환으로 공금 2억 4,800만 달러를 횡령한 혐의로 영화 제작자이자 나지브의 의붓아들인 리자 아지즈를 상대로 고등법원에 제기한 소송을 취하한다.[4]

### 3월
- 3월 16일 – 2025년 민주행동당 전국대회.[5]

### 4월
- 4월 1일 – 슬랑오르주 푸트라하이츠에서 페트로나스 소유의 가스관 일부가 파열되어 대규모 화재가 발생하여 112명이 부상당한다.[6]
- 4월 26일 – 2025년 아예르 쿠닝 보궐선거.

### 5월
- 5월 13일 – 틀룩인탄에서 돌을 운반하던 트럭이 연방 예비 부대 트럭과 충돌하여 9명이 사망한다.[7]
- 5월 24일 – 2025년 인민정의당 지도부 선거가 중앙 지도부 위원(MPP) 위원, 중앙 여성 위원회 위원, 중앙 청소년 위원회 위원 선거로 마무리된다.
- 5월 26일–27일 – 아세안 정상회의[8]
- 5월 28일 – 쿠알라룸푸르 부킷잘릴 국립경기장에서 열린 친선 경기에서 아세안 올스타가 맨체스터 유나이티드를 1대0으로 꺾는다.[9]

### 6월
- 6월 9일 – 페락주 게릭에서 대학생들을 태운 버스가 승용차와 충돌하여 15명이 사망하고 31명이 부상당한다.[10][11]
- 6월 20일 – 고등법원은 전 총리 나지브 라자크의 1MDB 스캔들 관련 돈세탁 혐의에 대해 불기소 처분을 내린다.[12]
- 6월 20–22일 – 말레이시아 최대 음악 행사 중 하나인 열대우림 세계 음악 축제가 사라왁주 쿠칭의 산투봉산 근처에서 열린다.

### 7월
- 7월 10일 – 전 총리 마하티르 빈 모하맛이 100번째 생일을 맞아 말레이시아 국가 지도자 중 최초로 백세인 기록을 세운다.[13]
- 7월 11일 – 말레이시아 산림연구소가 조성한 슬랑오르 산림 공원이 유네스코에 의해 세계유산으로 지정된다.[14]
- 7월 13일 – 마하티르 모하맛이 푸트라자야에서 공개 행사로 100번째 생일을 축하하지만, 피로로 인해 일찍 자리를 떠난다.[15] 그는 나중에 관찰을 위해 국립 심장 연구소(IJN)에 입원했다가[16] 몇 시간 후 퇴원했다.[17]

### 예측 및 예정
- 12월 9일까지 – 2025년 사바 주 선거.[18][19]
- 8월 1일까지 – 말레이시아 민간 항공국(CAAM)과 말레이시아 항공 위원회(MAVCOM)가 합병하여 단일 국가 민간 항공 규제 기관이 설립될 예정이다.[20][21]

## 예술과 오락
- 제8회 말레이시아 국제 영화제

## 사망

### 1월
- 1월 14일 – 무흐드 카밀 이브라힘, 학자 및 작가.
- 1월 19일 – 모하맛 함산 아왕 수파인, 사바주 주택 및 지방 정부 차관 및 숭가이 시부가의 사바주 입법회 의원(MLA).
- 1월 20일 – 윌리엄 냐라우 바닥, 전 루복 안투 (연방 의원 선거구)|루복 안투의 국회의원 (MP).
- 1월 27일 – 모하메드 타울란 맛 라술, 전 크다주 행정 위원회 위원 및 토카이의 크다주 입법회 의원(MLA).

### 2월
- 2월 22일 – 이샴 샤루딘, 아예르 쿠닝의 페락주 입법회 의원(MLA).
- 2월 25일 – 바카르 알리, 전 트렝가누주 입법회 의원(MLA) 케마식.

### 3월
- 3월 6일 – 카말 살리, 경제학자, 의사, 정책 고문, 행정가 및 정치인, 전 왕사 마주 국회의원.

### 4월
- 4월 13일 – 살레 칼비, 전 실람 (연방 의원 선거구)|실람의 국회의원 (MP).
- 4월 14일
  - 압둘라 아맛 바다위, 제5대 말레이시아 총리.[22]
  - 마즐란 아맛, 전 국립 스포츠 위원회 사무총장.[23]

### 5월
- 5월 1일 – 람리 아부 바카르, 전 클란탄주 입법회 의원(MLA) 와카프 바루.
- 5월 20일 – 아맛샤 압둘라, 전 사바주의 주지사.
- 5월 24일 – T. 고피나트 나이두 – 전 축구 선수

### 6월
- 6월 17일 – 팔라니벨 고빈다사미, 제8대 말레이시아인도인회의 의장
- 6월 22일 – 라자 누르파티마 마와르 라자 모하메드, 베리타 하리안 뉴스 연예부 차장
- 6월 26일 – 무하맛 누르 마누티, 이슬람 학자, 작가, 정치인 및 전 원로원 의원
- 6월 28일 – 케빈 누니스, 필드 하키 선수